# Frontul Democratic Român (1989)
Frontul Democratic Român este numele comitetului revoluționar înființat în 20 decembrie 1989 în clădirea Operei din Timișoara cu scopul de a conduce revoluția română din 1989 care începuse în acest oraș în 16 decembrie 1989.

## Înființare
În 20 decembrie 1989 o mulțime imensă a invadat centrul Timișoarei, unitățile militare trimise împotriva mulțimii renunțînd să opună rezistență. Din rîndul mulțimii cîteva persoane s-au erijat în lideri, intrînd în clădirea Operei și ținînd cuvîntări mulțimii adunate. Dintre aceste persoane s-a organizat Frontul Democratic Român, cu scopul de a coordona mișcarea maselor populare și a realiza răsturnarea de la putere a lui Nicolae Ceaușescu.

## Componență
Primul președinte al Frontului Democratic Român a fost Lorin Fortuna, iar în conducerea acestuia, aleasă dintre oamenii care urcaseră în balconul Operei, s-au mai aflat: Ioan Chiș, Claudiu Iordache și alții. În general, membrii Frontului Democratic Român nu se cunoșteau între ei dinainte, ajungînd în balconul Operei duși de iureșul revoluționar. Comandant al gărzii revoluționare a devenit Sorin Oprea, unul din cei mai activi revoluționari din 16 decembrie 1989, care procurase un pistol-mitralieră.

## Acțiuni

Manifestul "A căzut tirania" tipărit de Frontul Democratic Român din Timişoara în 22 decembrie 1989

F.D.R. a lansat chemarea la continuarea și extinderea grevei generale (care deja începuse la Timișoara). Din balconul Operei se țineau cuvîntări revoluționare cu scopul de a însufleți masele și a le convinge să continue lupta revoluționară. Cînd s-a aflat că autoritățile comuniste au trimis muncitori cu bîte din Oltenia pentru a reprima mișcarea revoluționară, F.D.R. a trimis oameni la gară să întîmpine trenurile cu muncitori olteni și să le explice adevărata situație din Timișoara. În 21 decembrie 1989 un trimis al F.D.R. (Beni Oprea) a ajuns în Arad cu scopul de a aprinde flacăra revoluției și în acest oraș. În 22 decembrie F.D.R. a tipărit manifestul "A căzut tirania!" în care se anunțau principalele sale revendicări. F.D.R. a multiplicat și documentul "Rezoluția finală a adunării populare din Timișoara" (citit și din balconul Operei), care se voia o esență a revendicărilor Revoluției timișorene, dar a căror realizare nu a mai fost urmărită apoi în mod serios.

## Orientare politică
Lorin Fortuna, liderul F.D.R., a precizat de la balconul Operei că nu se dorește schimbarea regimului socialist, ci un dialog cu guvernul. De la tribună manifestanții au fost îndemnați, printre altele, să cînte Trei culori, imnul de stat al Republicii Socialiste România. Nu toți membri F.D.R. împărtășeau linia politică a liderului. Au existat încercări de înlăturare a lui Lorin Fortuna din conducerea F.D.R. încă înainte de căderea lui Nicolae Ceaușescu

## După 22 decembrie 1989
După căderea lui Nicolae Ceaușescu și preluarea puterii la București de Frontul Salvării Naționale, Lorin Fortuna a anunțat aderarea F.D.R. la F.S.N., mișcare contestată de unii membri ai F.D.R. Pe plan local, F.D.R. a izbutit să dejoace încercările lui Radu Bălan, fostul prim secretar al P.C.R. Timiș, de a se prezenta drept lider al revoluției și a preluat puterea politică în județul Timiș, formînd Consiliul Județean Timiș și Consiliul Local Timișoara. În 12 ianuarie 1990, în urma unei demonstrații populare de protest, Lorin Fortuna și-a dat demisia, iar în următoarele săptămîni s-au organizat alegeri locale prin care organele locale ale puterii de stat care fuseseră înființate de F.D.R. în decembrie 1989 au fost înlocuite. O parte dintre membri F.D.R. au fost aleși în aceste noi consilii locale, dar n-au acționat unitar.
O parte din membri F.D.R., care-l considerau pe Lorin Fortuna trădător al idealurilor revoluției prin declarația sa de aderare la F.S.N., au reînființat în 1990 un partid politic cu denumirea Frontul Democrat Român, înscris la tribunal conform legii partidelor politice și care a fost reprezentat în Consiliul Provizoriu de Uniune Națională și a participat la alegeri. Lorin Fortuna a dat un comunicat de presă conform căruia partidul politic F.D.R. nu poate pretinde că reprezintă F.D.R. din timpul revoluției.

## Celălalt comitet revoluționar al Timișorii
Primul comitet revoluționar al Timișorii s-a format tot în 20 decembrie 1989, în clădirea Consiliului Județean PCR Timiș (actuala prefectură), din reprezentanții manifestanților care au intrat în tratative cu prim-ministrul Constantin Dăscălescu. Printre membri acestui comitet se aflau Ioan Savu, Ion Marcu, Sorin Oprea, Petre Petrișor, Petre Boroșoiu și alții. Aceștia au înaintat o listă de revendicări, inclusiv demisia lui Ceaușescu și a guvernului, eliberarea arestaților, anunțarea publică prin radio și televiziune a celor întîmplate la Timișoara. S-a obținut, în 20 decembrie, eliberarea majorității celor arestați, iar Nicolae Ceaușescu a vorbit în seara aceleiași zile la TV despre evenimentele din Timișoara, dar în stil propriu, acuzînd manifestanții că ar fi huligani vînduți intereselor străine și declarînd stare de necesitate. În seara de 20 decembrie membrii comitetului revoluționar de la Consiliul Județean s-au mutat și ei în clădirea Operei, fiind integrați Frontului Democratic Român. După revoluție au ieșit la iveală unele animozități între membrii celor două comitete revoluționare din Timișoara, unii dintre membrii comitetului de la consiliul județean considerîndu-se marginalizați de către cei din comitetul de la Operă. Aceste disensiuni au contribuit la destrămarea postrevoluționară a Frontului Democratic Român, care n-a izbutit să se constituie într-o mișcare politică serioasă după revoluție.

## Teoria conspirației
Unul din membri Frontului Democratic Român, judecătorul Mihail Decean, i-a acuzat pe liderii FDR Lorin Fortuna și Claudiu Iordache, că ar fi avut "spatele asigurat de o anumită parte a securității", fiind manevrați din umbră de către Radu Bălan, prim-secretar PCR Timiș, motiv pentru care ar fi și acceptat "dizolvarea în FSN-ul iliescian".